# Tadeusz Gede
Tadeusz Gede (* 28. Dezember 1911 in Tiflis, Georgien; † 4. März 1982 in Warschau) war ein Politiker der Polnischen Vereinigten Arbeiterpartei PZPR (Polska Zjednoczona Partia Robotnicza) in der Volksrepublik Polen, der unter anderem zwischen 1949 und 1952 Außenhandelsminister sowie von 1952 bis 1956 Vizepräsident des Ministerrates war. Er war darüber hinaus zwischen 1957 und 1959 Botschafter in der Sowjetunion sowie später von 1969 bis 1973 Botschafter in der DDR.

## Leben
Tadeusz Gede, der von Beruf Elektroingenieur war, engagierte sich in der Zwischenkriegszeit in der Union der Unabhängigen Sozialistischen Jugend „Życie“ OMS (Związek Niezależnej Młodzieży Socjalistycznej „Życie”) und im Kommunistischen Jugendverband Polens KZMP(Komunistyczny Związek Młodzieży Polski). 1945 wurde er Mitglied der Polnischen Arbeiterpartei PPR (Polska Partia Robotnicza) sowie 1948 der Polnischen Vereinigten Arbeiterpartei PZPR (Polska Zjednoczona Partia Robotnicza).
Gede übernahm am 7. März 1949 in der ersten Regierung von Ministerpräsident Józef Cyrankiewicz das Amt des Ministers für Außenhandel (Minister handlu zagranicznego) und hatte dieses bis zum 20. November 1952 inne. Im Anschluss wurde er am 20. November 1952 als Vizepräsident des Ministerrates stellvertretender Ministerpräsident (Wicepremier). Diesen Posten bekleidete er bis zum 24. Oktober 1956 auch in der Regierung von Ministerpräsident Bolesław Bierut sowie der zweiten Regierung Cyrankiewicz. Am 20. November 1952 wurde er zudem für die PZPR Mitglied des Sejm und vertrat in diesem bis zum 20. November 1956 den Wahlkreis Nr. 14 Inowrocław. 1953 wurde er ferner Mitglied des Zentralkomitees der Polnischen Vereinigten Arbeiterpartei (ZK der PZPR) und gehörte diesem Gremium bis zum VI. Parteitag (6. bis 11. Dezember 1971) an.

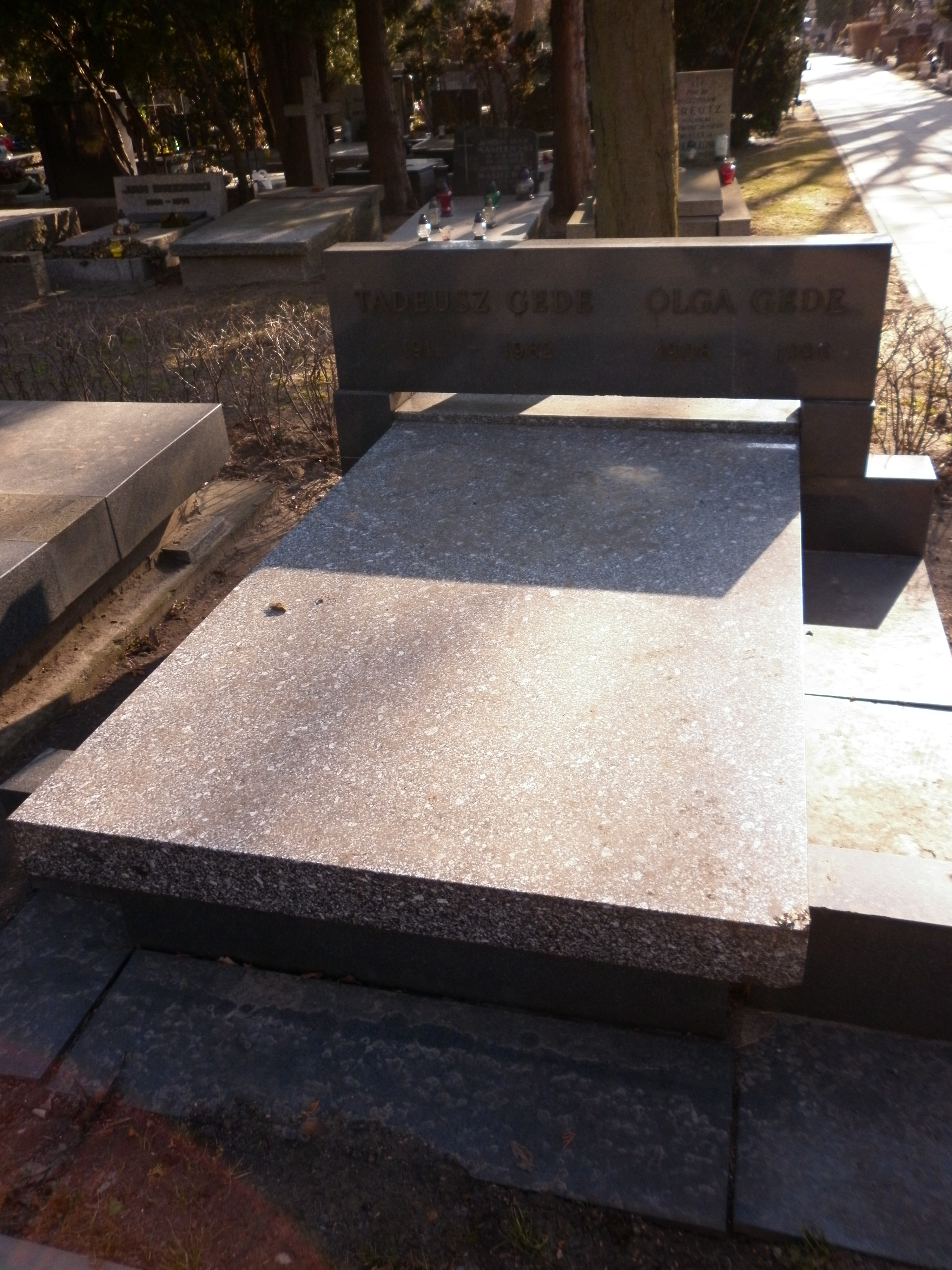
Grab von Tadeusz Gede auf dem Powązki-Friedhof in Warschau.

1957 löste Tadeusz Gede Wacław Lewikowski als Botschafter in der Sowjetunion ab und bekleidete diesen Posten bis 1959, woraufhin Bolesław Jaszczuk seine dortige Nachfolge antrat. Zugleich war er als Botschafter in der Mongolischen Volksrepublik akkreditiert. Nach seiner Rückkehr aus Moskau fungierte er zwischen dem 24. Oktober 1959 und dem 16. Dezember 1968 als Erster Stellvertretender Vorsitzender der Staatlichen Planungskommission des Ministerrates. Er wurde am 15. Mai 1961 abermals Mitglied des Sejm und vertrat dort nunmehr bis zum 29. April 1969 den Wahlkreis nN. 39 Tarnów. Während der dritten und vierten Legislaturperiode war er zwischen 1961 und 1969 auch Mitglied des Präsidiums der PZPR-Fraktion. Danach übernahm er 1969 von Feliks Baranowski den Posten als Botschafter in der DDR und verblieb dort bis zu seiner Ablösung durch Marian Dmochowski 1973. Zudem wurde er auf dem VI. Parteitag (6. bis 11. Dezember 1971) Mitglied der Zentralen Revisionskommission der PZPR, der er bis zum VII. Parteitag (8. bis 12. Dezember 1975) angehörte.
Für seine Verdienste wurde Tadeusz Gede mehrmals ausgezeichnet und erhielt unter anderem den Orden Polonia Restituta (Order Odrodzenia Polski) als Ritter und Kommandeur, den Orden Banner der Arbeit (Order Sztandaru Pracy) Erster Klasse sowie den Orden Erbauer Volkspolens (Order Budowniczych Polski Ludowej) sowie die Medaille zum 10-jährigen Jubiläum Volkspolens (Medal 10-lecia Polski Ludowej). Nach seinem Tode wurde er auf dem Powązki-Friedhof beigesetzt.